# گویلهرم گیدو
گویلهرم گیدو (به انگلیسی: Guilherme Guido) (زادهٔ ۱۲ فوریهٔ ۱۹۸۷) شناگر اهل برزیل است.